# Abdominea
Genre
Classification phylogénétique
Abdominea est un genre d'orchidées d'Asie du Sud-Est ne comptant qu'une seule espèce Abdominea minimiflora.

## Étymologie
Le nom d'Abdominea vient de la ressemblance du labelle à l'abdomen d'un insecte.

## Synonymie
Actuellement, selon Kew Gardens 'World Checklist' (en date du 16 juillet 2017), le genre Abdominea est incorporé au genre Robiquetia Gaudich. (1829).
L'espèce précitée se nomme à présent Robiquetia minimiflora.

## Synonymes pour l'espèce
- Abdominea micrantha J.J.Sm. 1914
- Gastrochilus minimiflorus (Hook.f.) Kuntze 1891
- Saccolabium minimiflorum Hook. f. 1890
- Schoenorchis minimiflora (Hook.f.) Ames 1915
- Schoenorchis philippinensis Ames 1915

## Description
Plante épiphyte ou lithophyte des forêts tropicales.
Feuilles elliptiques.
Inflorecence en épi non ramifié.

## Répartition
Péninsule malaise, Java, Thaïlande et Philippines. Entre 300 et 1 000 mètres d'altitude.